# Закарпатська асоціація футболу
Закарпатська асоціація футболу (угор. Kárpátaljai Labdarúgó-szövetség, чеськ. Fotbalová asociace Podkarpatskej Rusi) — обласна громадська спортивна організація, заснована 17 травня 1997 року, що є колективним членом Української асоціації футболу і відповідає за розвиток та популяризацію футболу у Закарпатській області. ЗАФ організовує обласні футбольні змагання серед аматорських і юнацьких команд, контролює діяльність районних асоціацій та сприяє підготовці тренерів і арбітрів.
На емблемі сучасної асоціації міститься дата «1920», яка символізує початок організованої футбольної діяльності в регіоні Закарпаття.

## Історія

### Ранні роки (кін. ХIХ ст.— поч. XXст.)
Розвиток футболу Закарпаття тісно зв'язаний з його історією. Цей край впродовж ряду століть входив до складу Угорщини, де футбол вперше був згаданий як «англійська гра ногами» у книзі «Атлетичні заняття», написаній у 1879 році Лайошем Молнаром і графом Микшем Естерхазі. 1882 року в будапештській реформатській головній гімназії було створено перше спортивне товариство, а у наступні роки столичні клуби офіційно організовували свої власні футбольні команди. 1891 році у Будапешті вперше провели всеугорські спортивні змагання серед учнів. Федерація футболу Угорщини свою діяльність розпочала 19 січня 1901 року, внаслідок чого у країні на початку ХХ століття стало більше передових футбольних команд.
У Закарпатті розвиток спорту розпочався також у 80-х роках XIX століття. В Ужгороді розпочали грати у футбол з 1893 року учні старших класів навчальних закладів. На основі цих матеріалів два вищі навчальні заклади ДВНЗ «Ужгородський національний університет» та ЗВО «Східно-європейський слов'янський університет» провели наукову конференцію, на якій було доведено і затверджено рішення — вважати датою зародження крайового футболу 1893 рік. Рішення наукової конференції підтримали Закарпатська обласна адміністрація, Закарпатська обласна рада та Ужгородська міська рада. 15 серпня 1901 року відбулася перша офіційна футбольна зустріч між збірною учнів міста та командою «Будапештського атлетичного клубу» (БАК). Символічно цей день був прийнятий днем створення Федерації футболу Закарпаття, аналога сучасної федерації. В наступні роки гра швидко стала популярною і в інших містах краю. У 1902 році утворилося «Товариство ужгородських футболістів», яке, однак, проіснувало недовго. Але діяльність «Ужгородського атлетичного клубу» (УАК), заснованого у 1906 року, вже стала важливою віхою в історії футболу на Закарпатті. Адже УАК у 1914 році виграв першість серед команд Північної та Північно-Східної Угорщини. Після цього він здолав переможця чемпіонату південної частини країни і завоював право боротися за перехід до другої ліги угорської першості. Однак Перша світова війна завадила цьому першому серйозному успіху закарпатських футболістів.

### Міжвоєнний період (1918—1939)
Після розпаду Австро-Угорщини у 1918 і 1919 роках утворилася низка держав, зокрема й Чехо-Словаччина (ЧСР). На засаді рішень Мирної конференції в Парижі територія Закарпаття потрапила до її складу. Згідно з розпорядженням тамтешнього відділення Чехо-Словацької футбольної асоціації, на Закарпатті були створені так звані жупи — слов'янська (до неї увійшли чеські та словацькі футболісти) та угорська.
У газеті «Kassai Ujság» («Кошицька газета») від 23 березня 1920 року на 4-й сторінці можемо знайти повідомлення про заснування Kárpátaljai Ruszin Labdarugó-Szövetség, тобто Підкарпатського Русинського Футбольного Союзу. Установчі збори відбулися 18 березня 1920 року в ресторані «Корона». На зборах були представники 5-ох футбольних клубів: УТК (Ужгородського фізкультурного клубу), УАК (Ужгородського атлетичного клубу), МШЕ (Мукачівського спортивного товариства), БАК (Берегівського Атлетичного клубу) та ЧАК (Чопського атлетичного клубу). Збори відбувалися під головуванням Мора Кляйна (представника МШЕ) та Бейли Шандора (представника ЧАК). Після обговорення вирішили заснувати організацію згідно правил Словацького футбольного союзу з деякими модифікаціями. Після цього відбулися вибори членів правління з наступними результатами: голова — Міклош Антал (УАК); співголова — др. Чаус (МШЕ); заступники — Герман Феєр (УТК) та представник БАК; головний секретар — Імре Гроссман (УТК); секретар — Нандор Ямницький (УАК); касир — Шульман (УАК); інспектор — Дюла Бокші (ЧАК); аудитори — Еде Кляйн (МШЕ), Золтан Шандор (ЧАК), представник БАК; керівний комітет — Лойош Мошковіц (УТК), Ференц Дьордь (УТК), Йожеф Арвай (УАК) та Арпад Корлат (УАК); наглядова рада — Іштван Горват (УАК), Вамош (УТК), Йожеф Фекешгазі (УАК), Дюла Ійяс (УАК), Бейла Розенфельд (МШЕ), Мор Кляйн (МШЕ), представник БАК, Янош Микулайчик (ЧАК) та Бейла Шандор (ЧАК); суддівський комітет — Герман Феєр (УТК), Йожеф Арвай (УАК), Ференц Фіш (МШЕ); капітан федерації футболістів — Йожеф Арвай; приймальна комісія — Герман Феєр (УТК), Бертолон Марко (УАК), Борнштейн (МШЕ), Микулайчик (ЧАК), представник БАК.
У 1934 році було реорганізовано усю систему національного чемпіонату. Із найкращих футбольних команд створювалися так звані «дивізії», яких було п'ять: середньочеська, дивізія чеської провінції, моравсько-сілезька, словацько-підкарпатська та дивізія німецького союзу. Тобто, система розіграшу футболу у ЧСР проводилася за національним принципом. Словацька дивізія була розділена на дві групи — Західну (команди західної і середньої Словаччини) та Східну (команди східної Словаччини і Закарпаття). На підставі попередніх спортивних результатів у Східну Словацько-Підкарпатську дивізію було включено дві найсильніші слов'янські команди — ужгородські команди «Русь» та ЧсСК, і дві угорські футбольні дружини, які у своєму національному розіграші зайняли перші два місця — МШЕ (Мукачеве) та БФТК (Берегово). У 1936 році спортивний клуб «Русь» досягнув помітного результату. Вигравши першість східнословацької та підкарпатської зони, і завдавши поразки переможцю західнословацької зони, команда здобула титул чемпіона Словаччини і разом з тим прописку у вищій національній лізі.
На високий рівень національного футболу тих часів вказує, що Чехо-Словаччина посіла друге місце на чемпіонаті світу у Італії. Крім того збірна Чехословаччини на першості світу у Чилі й удруге поспіль завоювала срібні медалі. Між тим угорська національна команда на чемпіонаті у Франції та поспіль у Швейцарії теж стала другою у світі.
У березні 1939 року згідно з рішеннями Віденського арбітражу від 2 листопада 1938 року Закарпаття знову увійшло до складу Угорщини. У роки Другої світової війни помітного успіху досягнув найстаріший ужгородський клуб —УАК. Сезон 1943/44 у другій лізі він завершив на першій сходинці і завоював право змагатися у вищій футбольній лізі Угорщини. Однак вдалося провести лише кілька матчів, оскільки фронт наблизився впритул до кордонів країни.
Першими керівниками футбольного руху в Закарпатті у 1893—1944 рр. були:
- Іштван Медрецький
- Ференц Шіргер
- Матяш Ролейзек
- Іштван Лаудон
- Мігаль Кочіш
- Гейза Янотті
- Шандор Плетенік
- Августин Лавришин
- Ілля Гаджега
- Іван Бачинський

та інші.

### Повоєнний період (1945—1997)
Восени 1944 року на Закарпатті було проголошено самостійну державу — Закарпатську Україну зі своїм урядом — Народною радою. Це державне утворення проіснувало лише до липня 1945 року, коли відбулося приєднання з УРСР на підставі прийняття Першим З'їздом народних комітетів Закарпатської України постанови «Про возз'єднання з Радянською Україною». Але вже 31 травня Народна рада створила Комітет у справах фізичної культури і спорту, керівництво яким було доручено одному з найвідоміших футбольних фахівців краю — Василю Федаку. У червні 1945 року в Закарпатській області була створена територіальна футбольна секція та суддівська колегія, очолені відповідно Іваном Бачинським і Олександром Модоросом, що дало поштовх до масового розвитку обласного футболу. Паралельно з цим вони були одними з ініціаторів створення нової команди — «Спартак» (Ужгород). Історія закарпатського радянського футболу бере свій початок саме з цього року, від часу проведення першого чемпіонату області та першої повоєнної республіканської спартакіади, на якій завдяки його керівництву та досвіду в організації спортивної роботи Збірна Закарпаття з футболу виборола перше місце.
Першим чемпіоном радянської України у 1946 році став ужгородський клуб «Спартак», який був створений із футболістів різних місцевих команд. Адже крім збережених кадрів та ігрових навичок, закарпатські спортсмени мали доволі хороший вишкіл у чехословацький та угорський лізі. Угорський футбол базувався на техніці, у той час як чеський був більш силовим і жорстким. Закарпатцям вдалося перейняти як одну, так й іншу риси. Водночас радянський футбол більше спирався на фізичні якості спортсменів. Закарпатці, перейнявши плюси всіх трьох систем, виглядали доволі незвично. Окрім 1946 року, ужгородський «Спартак» став чемпіоном України і в 1950 та в 1953 роках, а у 1950 році завоював і Кубок УРСР. Після реорганізації системи розіграшу першостей СРСР у 1971 році змінила назву й ужгородська команда. Тепер вона вже називалась «Говерла» і виступала у другій лізі української зони. Перший рік провели не зовсім вдало (20 місце серед 26-ти команд), а ось в 1972 році ужгородці вже були другими серед 24-х дружин у другій лізі. Це було останнє найвище досягнення команди у чемпіонатах СРСР. До успіхів «Спартака» долучився ще й мукачівський «Більшовик», який став чемпіони республіки 1947 року, фіналістом розіграшу Кубка УРСР 1948 року та учасником першості СРСР у другій групі команд майстрів у 1948–1949 роках.
Саме це покоління гравців й поклало початок так званій «закарпатській футбольній школі». У цей час Закарпаття стало справжнім «футбольним клондайком» для цілого Радянського Союзу. Характерною особливістю перших післявоєнних та початку 50-х років в українському футболі став прихід у найсильніші клуби СРСР великої кількості талантів із цього регіону: починаючи з 1947 до 1991 року у клубах вищої ліги СРСР грали понад сто закарпатців та більш як десяток найвідоміших наших футболістів вдало виступали за першу, другу чи за олімпійську збірну СРСР. Протягом майже півстоліття не можна було уявити київське «Динамо» хоча би без одного закарпатця на полі. Завойовували вони найпочесніші трофеї — в тому числі Кубок володарів кубків УЄФА та Суперкубок УЄФА, ставали чемпіонами та бронзовими призерами на літніх олімпіадах, та срібними призерами першості Європи.

### Формування регіональної федерації (1997)

Логотип Федерації футболу Закарпаття.

17 травня 1997 року було засновано Федерацію футболу Закарпаття як обласну громадську спортивну організацію, що об'єднала районні федерації та увійшла до складу Федерації футболу України.
Громадська спілка «Закарпатська асоціація футболу» офіційно зареєстрована 27 грудня 2017 року (код ЄДРПОУ 41833079). Уповноваженою особою при реєстрації став Дуран Іван Петрович.

## Структура та управління
- Голова асоціації — Дуран Іван Петрович
- Контакти: e-mail — zfz@meta.ua
- Партнерами ЗАФ є низка всеукраїнських і міжнародних організацій, зокрема Професіональна футбольна ліга України, Асоціація аматорського футболу, ФІФА та інші.

Інформація станом на 1 березня 2014 року за даними УАФ
| Показник                           | К-сть    |
| ---------------------------------- | -------- |
| Колективних членів ЗАФ             | 26       |
| Районних асоціацій                 | 13       |
| Міських асоціацій                  | 3        |
| Товариств                          | 10       |
| Стадіонів для професійних змагань  | 3        |
| Стадіонів для аматорських змагань  | 30       |
| Футбольних полів                   | 260      |
| Майданчиків (із штучним покриттям) | 530 (68) |

| Особи, що займаються футболом | К-сть |
| ----------------------------- | ----- |
| 8—10-річні                    | 1630  |
| 11—14-річні                   | 4777  |
| 15—17-річні                   | 4150  |
| 18—35-річні                   | 5034  |
| 36 і більше                   | 440   |

| Показник                 | К-сть |
| ------------------------ | ----- |
| Тренерів дорослих команд | 117   |
| Тренерів юнацьких команд | 117   |
| Арбітрів у полі          | 29    |
| Асистентів арбітрів      | 43    |
| СДЮШОР та ДЮСШ (футбол)  | 28    |

| Учасники дитячо-юнацьких змагань | К-сть |
| -------------------------------- | ----- |
| Всеукраїнських                   | 10    |
| Обласних                         | 197   |
| Районних                         | 133   |
| Міських                          | 266   |
| «Шкіряний м'яч»                  | 1948  |

| Учасників змагань (команд)                | Кількість |
| ----------------------------------------- | --------- |
| Професійних у великому футболі / футзалі  | 1 / 1     |
| Аматорських регіональних / всеукраїнських | 21 / 1    |
| Жіночих регіональних / всеукраїнських     | 8 / 0     |
| Футзалу регіональних / всеукраїнських     | 7 / 0     |
| Районних / міських серед дорослих         | 156 / 16  |
| Районних / міських з футзалу              | 16 / 16   |

## Турніри
Під егідою Закарпатської асоціації футболу постійно відбуваються такі змагання:
- Чемпіонат Закарпатської області з футболу
- Чемпіонат Закарпатської області з футболу (Перша ліга)
- Кубок Закарпатської області з футболу
- Суперкубок Закарпатської області з футболу

- Чемпіонат Закарпатської області з футболу (Вища ліга та Перша ліга серед дорослих і юнаків), що проводиться щорічно під егідою ЗАФ Вікіпедія.
- Кубок області серед аматорів та змагання з мініфутболу, зокрема «Відкритий Кубок командувача Сухопутних військ ЗСУ» Закарпатська Асоціація Футболу.
- Дитячо-юнацькі футбольні ліги (U-15, U-13 та ін.) і зимова першість ДЮСШ.

## Відомі клуби та досягнення
Серед найбільш відомих аматорських клубів Закарпаття, що постійно беруть участь у змаганнях під егідою ЗАФ:
- ФК «Минай» (Ужгородський район)
- ФК «Середнє» (Середнянська ТГ)
- ФК «Севлюш» (Виноградів)
- ФК «Поляна» (Полянська ТГ)
- ФК «Ужгород» (м. Ужгород)
- ФК «Бужора» (Іршавська ТГ)
- ФК «Вільхівці» (Тячівський район)
- ФК «Карпати» (Рахів)
- ФК «Оболонь» (м. Хуст)
- ФК «Боржава» (Довге)

## Голови ЗАФ
|    | Ім'я             | Період головування |
| -- | ---------------- | ------------------ |
| 1. | Іван Бачинський  | 1945 — 19??        |
| ?. | Петро Крайняниця | 1955 — 19??        |
| ?. | Дезидерій Товт   | 197? — 197?        |
| ?. | Михайло Михалина | 1977 — 1983        |
| ?. | Михайло Михалина | 1991 — 1995        |
| ?. | Андрій Гаваші    | 1995 — 2005        |
| ?. | Михайло Ланьо    | 2006 — 2015        |
| ?. | Іван Дуран       | 2015 — 20??        |

## Контакти
- адреса: Україна, 89600, м. Мукачеве, вул. Духновича, 91-а, «Будинок футболу»
- сайт: www.zaf.org.ua